# Despre o anume fericire
Despre o anume fericire este un film românesc din 1973 regizat de Mihai Constantinescu. Rolurile principale au fost interpretate de actorii Ovidiu Iuliu Moldovan, Tamara Crețulescu, Ion Caramitru.

## Distribuție
Distribuția filmului este alcătuită din:
- Andrei Codarcea — Velicu
- Ion Caramitru — Liviu Filimon
- Nae Floca-Acileni
- Boris Ciornei — Mincu
- Ovidiu Iuliu Moldovan — Ion Mușat
- Tamara Crețulescu — Liana Popa
- Colea Răutu — Cerbu
- Mihai Pălădescu — Predulea
- Jana Gorea
- Stela Popescu — Anuța
- Petre Lupu
- Ernest Maftei — Nea Fane
- George Oancea — Cristescu
- Petre Gheorghiu
- Petre Vasilescu
- Gheorghe Mazilu
- Mircea Constantinescu-Govora — Bostan
- Virgil Andriescu
- Vasilica Tastaman — Sanda
- Anton Bielusici
- Tricy Abramovici — Secretara

## Primire
Filmul a fost vizionat de 1.334.297 de spectatori în cinematografele din România, după cum atestă o situație a numărului de spectatori înregistrat de filmele românești de la data premierei și până la data de 31 decembrie 2014 alcătuită de Centrul Național al Cinematografiei.